# Área metropolitana de Erie
El Área Metropolitana de Erie y oficialmente como Área Estadística Metropolitana de Erie, PA MSA tal como lo define la Oficina de Administración y Presupuesto, es un Área Estadística Metropolitana centrada en la ciudad de Erie en el estado estadounidense de Pensilvania. El área metropolitana tenía una población en el Censo de 2010 de 127.089 habitantes, convirtiéndola en la 164.º área metropolitana más poblada de los Estados Unidos. El área metropolitana de Erie comprende solamente el condado de Erie y la ciudad más poblada es Erie.

## Composición del área metropolitana

### Ciudades
Corry |
Erie 

### Boroughs
Albion |
Cranesville |
Edinboro |
Elgin |
Girard |
Lake City |
McKean |
Mill Village |
North East |
Platea |
Union City |
Waterford |
Wattsburg |
Wesleyville 

### Municipios
Amity |
Concord |
Conneaut |
Elk Creek |
Fairview |
Franklin |
Girard |
Greene |
Greenfield |
Harborcreek |
Lawrence Park |
LeBoeuf |
McKean |
Millcreek |
North East |
Springfield |
Summit |
Union |
Venango |
Washington |
Waterford |
Wayne 

### Lugares designados por el censo
Avonia |
Northwest Harborcreek 